# Satu Mäkelä-Nummela
Satu Mäkelä-Nummela (Orimattila, 26 de outubro de 1970) é uma atiradora esportiva finlandesa, especialista na fossa olímpica, campeã olímpica.

## Carreira

### Pequim 2008
Foi Campeã olímpica na fossa olímpica

### Rio 2016
Satu Mäkelä-Nummela representou seu país nas Olimpíadas de 2016, ficando na 10º colocação na fossa olímpica, fora das finais.